# Madame Marcotte de Sainte-Marie
Madame Marcotte de Sainte-Marie est un tableau peint en 1826 par Jean-Auguste-Dominique Ingres, qui représente Suzanne Clarisse de Salvaing de Boissieu, épouse de Marin Marcotte de Sainte-Marie. C'est un des premiers portraits, et un des rares portraits de femme, peints par l'artiste durant cette période, à Paris après son retour de Rome. Le portrait fit l'objet d'études dessinées conservées à Montauban et au Louvre pour arrêter la pose du modèle. Il fait partie des collections de peintures françaises du musée du Louvre.

## Provenance
Après sa réalisation, l'œuvre appartint au modèle jusqu'à sa mort, et, en 1862, est légué à son fils Henri Marcotte de Sainte-Marie. Le tableau passa ensuite à ses enfants en 1916. Il est acquis en 1923 par le musée du Louvre par l'intermédiaire du collectionneur d'art David David-Weill.